# Акио-Фјумичело (Козенца)
Акио-Фјумичело (итал. Acchio-Fiumicello) је насеље у Италији у округу Козенца, региону Калабрија.
Према процени из 2011. у насељу је живело 204 становника. Насеље се налази на надморској висини од 2 м.